# Supercoppa di Spagna (hockey su pista)
La Supercoppa di Spagna di hockey su pista (es: Supercopa de España de Hockey Patines) è un torneo istituito ed organizzato dalla Federazione di pattinaggio della Spagna. La competizione mette di fronte le prime due classificate dell'OK Liga con le finaliste della Coppa del Re nella stagione precedente. La squadra che vanta il maggior numero di trofei vinti è il Barcellona con 12 titoli.

## Storia e formula
Dal 2004 e sino al 2012 il trofeo si disputava tramite una finale di andata e ritorno fra la squadra campione di Spagna in carica e il sodalizio detentore della Coppa del Re. Qualora una formazione conseguisse un double, ovvero conquistasse ambedue le principali competizioni nazionali, il regolamento prevedeva che a contendersi il trofeo fossero la società vincitrice dell'Ok Liga e la finalista perdente della Coppa nazionale.
Dal 2013, sul modello della Coppa Continentale, la manifestazione fu estesa a quattro squadre con la formula della final four, da disputarsi in una sede designata dalla Federazione spagnola: al torneo furono ammesse di diritto le prime due classificate del campionato e le due finaliste della Coppa del Re.

## Albo d'oro
| Stagione   | Data         | Vincitore (numero vittorie) | Finalista perdente | Risultato           | Sede della finale/i                                         |
| ---------- | ------------ | --------------------------- | ------------------ | ------------------- | ----------------------------------------------------------- |
| 2004 (1ª)  | 14 febbraio  | Barcellona                  | Liceo La Coruña    | 7-3                 | Barcellona - Palau Blaugrana                                |
| 2004 (1ª)  | 24 febbraio  | Barcellona                  | Liceo La Coruña    | 2-2                 | La Coruña - Pazo dos Deportes de Riazor                     |
| 2005 (2ª)  | 18 ottobre   | Barcellona (2)              | Vic                | 4-2                 | Barcellona - Palau Blaugrana                                |
| 2005 (2ª)  | 25 ottobre   | Barcellona (2)              | Vic                | 6-3                 | Vic - Pavelló Olímpic                                       |
| 2006 (3ª)  | 17 ottobre   | Reus Deportiu               | Barcellona         | 3-2                 | Barcellona - Palau Blaugrana                                |
| 2006 (3ª)  | 24 ottobre   | Reus Deportiu               | Barcellona         | 3-3                 | Reus - Pavelló Olímpic                                      |
| 2007 (4ª)  | 7 ottobre    | Barcellona (3)              | Reus Deportiu      | 4-2                 | Barcellona - Palau Blaugrana                                |
| 2007 (4ª)  | 21 ottobre   | Barcellona (3)              | Reus Deportiu      | 1-2                 | Reus - Pavelló Olímpic                                      |
| 2008 (5ª)  | 3 febbraio   | Barcellona (4)              | Noia               | 5-1                 | Barcellona - Palau Blaugrana                                |
| 2008 (5ª)  | 25 febbraio  | Barcellona (4)              | Noia               | 4-3                 | Sant Sadurní d'Anoia - Pavelló Olímpic de l'Ateneu Agrícola |
| 2009 (6ª)  | 12 settembre | Vic                         | Barcellona         | 4-1                 | Vic - Pavelló Olímpic                                       |
| 2009 (6ª)  | 19 settembre | Vic                         | Barcellona         | 3-4                 | Barcellona - Palau Blaugrana                                |
| 2010 (7ª)  | 18 settembre | Vic (2)                     | Barcellona         | 2-5                 | Vic - Pavelló Olímpic                                       |
| 2010 (7ª)  | 26 settembre | Vic (2)                     | Barcellona         | 4-0                 | Barcellona - Palau Blaugrana                                |
| 2011 (8ª)  | 21 ottobre   | Barcellona (5)              | Reus Deportiu      | 5-1                 | Sant Sadurní d'Anoia - Pavelló Olímpic de l'Ateneu Agrícola |
| 2012 (9ª)  | 28 settembre | Barcellona (6)              | Noia               | 3-1                 | Sant Sadurní d'Anoia - Pavelló Olímpic de l'Ateneu Agrícola |
| 2012 (9ª)  | 30 settembre | Barcellona (6)              | Noia               | 6-1                 | Barcellona - Palau Blaugrana                                |
| 2013 (10ª) | 6 ottobre    | Barcellona (7)              | Reus Deportiu      | 3-3 (dts) (1-0 dtr) | Sant Sadurní d'Anoia - Pavelló Olímpic de l'Ateneu Agrícola |
| 2014 (11ª) | 14 settembre | Barcellona (8)              | Liceo La Coruña    | 5-4 (dts)           | Reus - Pavelló Olímpic                                      |
| 2015 (12ª) | 1º novembre  | Barcellona (9)              | Liceo La Coruña    | 6-5                 | Vic - Pavelló Olímpic                                       |
| 2016 (13ª) | 18 settembre | Liceo La Coruña             | Reus Deportiu      | 2-1                 | Reus - Pavelló Olímpic                                      |
| 2017 (14ª) | 30 settembre | Barcellona (10)             | Voltregà           | 4-0                 | Sant Hipòlit de Voltregà - Pavelló Victorià de la Riba      |
| 2018 (15ª) | 16 settembre | Liceo La Coruña (2)         | Barcellona         | 3-2                 | Sant Sadurní d'Anoia - Pavelló Olímpic de l'Ateneu Agrícola |
| 2019 (16ª) | 15 settembre | Reus Deportiu (2)           | Barcellona         | 3-2                 | Igualada - Poliesportiu Les Comes                           |
| 2020 (17ª) | 3 gennaio    | Barcellona (11)             | Reus Deportiu      | 4-1                 | Lloret de Mar - Pavelló Municipal                           |
| 2021 (18ª) | 12 settembre | Deportivo Liceo (3)         | Barcellona         | 3-2                 | Sant Sadurní d'Anoia - Pavelló Olímpic de l'Ateneu Agrícola |
| 2022 (18ª) | 3 settembre  | Barcellona (12)             | Reus Deportiu      | 4-0                 | Olot - Pavelló d’Esports                                    |

### Edizioni vinte e perse per squadra
| Squadra                         | Vittorie | Secondi posti | Anni vittorie                                                         | Anni secondi posti                 |
| ------------------------------- | -------- | ------------- | --------------------------------------------------------------------- | ---------------------------------- |
| Barcellona                      | 12       | 6             | 2004, 2005, 2007, 2008, 2011, 2012, 2013, 2014, 2015, 2017 2020, 2022 | 2006, 2009, 2010, 2018, 2019, 2021 |
| Liceo La Coruña Deportivo Liceo | 3        | 3             | 2016, 2018, 2021                                                      | 2004, 2014, 2015                   |
| Reus Deportiu                   | 2        | 6             | 2006, 2019                                                            | 2007, 2011, 2013, 2016, 2020, 2022 |
| Vic                             | 2        | 1             | 2009, 2010                                                            | 2005                               |
| Noia                            | 0        | 2             |                                                                       | 2008, 2012                         |
| Voltregà                        | 0        | 1             |                                                                       | 2017                               |